# Skalngetjentem
Skalngetjentem är en sjö i Krokoms kommun i Jämtland och ingår i Ångermanälvens huvudavrinningsområde. Sjön har en area på 0,118 kvadratkilometer och ligger 848,2 meter över havet. Skalngetjentem ligger i Gråberget-Hotagsfjällen Natura 2000-område.

## Delavrinningsområde
Skalngetjentem ingår i det delavrinningsområde (712142-142470) som SMHI kallar för Utloppet av Skalngetjentem. Medelhöjden är 879 meter över havet och ytan är 2,58 kvadratkilometer. Det finns inga avrinningsområden uppströms utan avrinningsområdet är högsta punkten. Vattendraget som avvattnar avrinningsområdet har biflödesordning 4, vilket innebär att vattnet flödar genom totalt 4 vattendrag innan det når havet efter 329 kilometer. Avrinningsområdet består mestadels av kalfjäll (96 procent). Avrinningsområdet har 0,12 kvadratkilometer vattenytor vilket ger det en sjöprocent på 4,5 procent.